# Platzhirsch

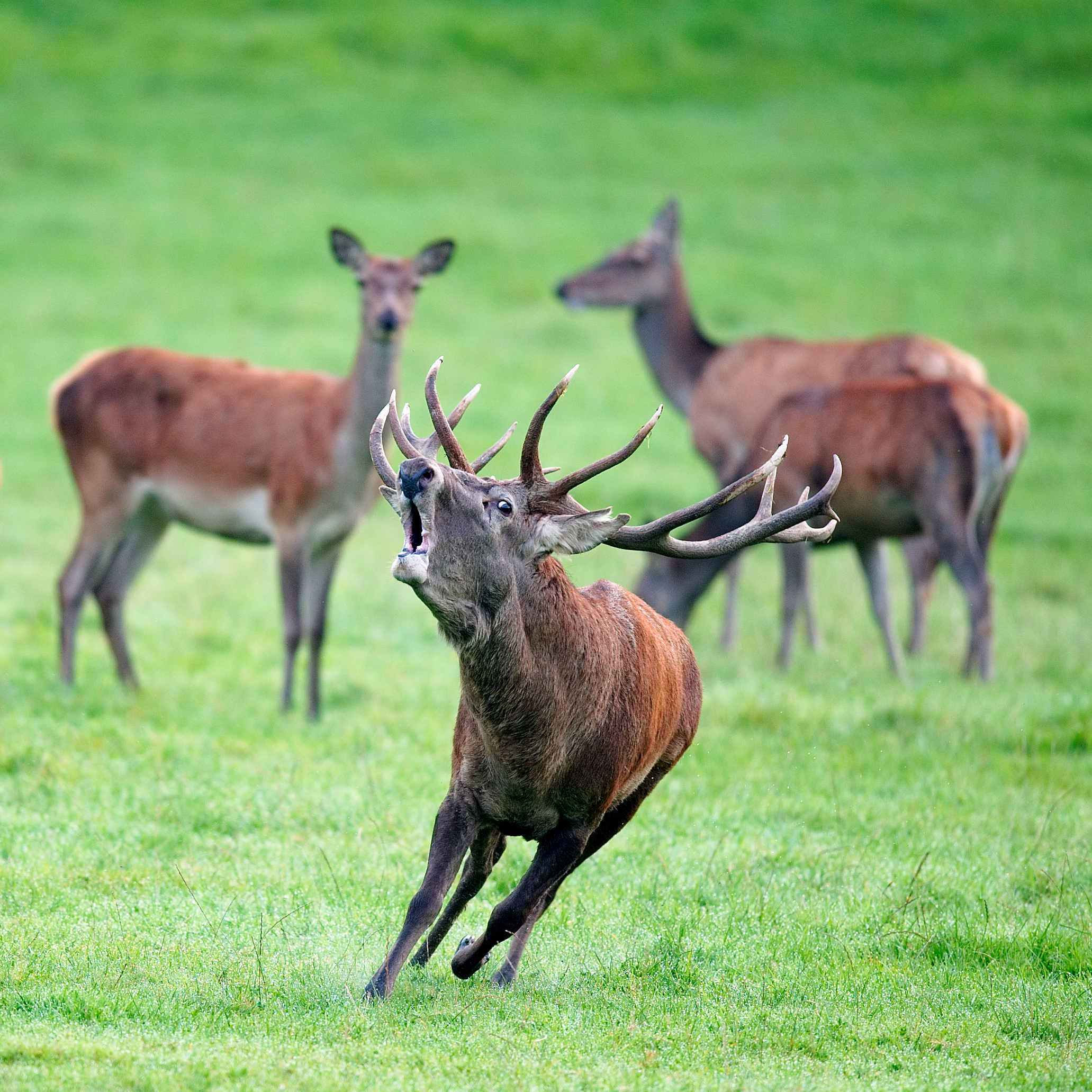
Ein Platzhirsch verteidigt sein Revier (Belgien 2011).

Als Platzhirsch wird ein männlicher Hirsch bezeichnet, der seinen Einstand gegen Artgenossen verteidigt. Hirsche zeigen dieses Verhalten in der Brunftzeit, also der Paarungszeit.
Die Entscheidung und das Durchsetzen, welchem Hirsch das Recht auf den Platz zusteht, wird durch Kämpfe mit dem Geweih ausgefochten. Derartige Kommentkämpfe, in denen sich die Hirsche forkeln, führen immer wieder zu Verletzungen. „Forkeln“ leitet sich vom Begriff Forke/Gabel ab und basiert auf der gabelförmigen Verästelung des Geweihs. Selten verhaken sich die Geweihe so, dass die Tiere sich nicht mehr befreien können und durch Verhungern und Verdursten verenden.
Die weiblichen Tiere werden in der Jägersprache Rottier beim Rotwild und Damtier  beim Damwild genannt. Sie bleiben beim jeweils stärksten Hirsch und paaren sich mit ihm. Nur gelegentlich kommen auch jüngere Hirsche zum Zuge.

## Übertragene Bedeutung
Im übertragenen Sinne werden mit diesem Begriff polemisch auch Menschen bezeichnet, bei denen man unterstellt, dass sie als angestammt empfundene Rechte bei Streitigmachung offensiv verteidigen. Werden hingegen Unternehmen, Institutionen oder Produkte als Platzhirsch bezeichnet, so wird hiermit deren führende, etablierte, oft aber auch erdrückende Marktstellung oder Marktmacht durch hohe Marktanteile beschrieben.